# Женская одежда

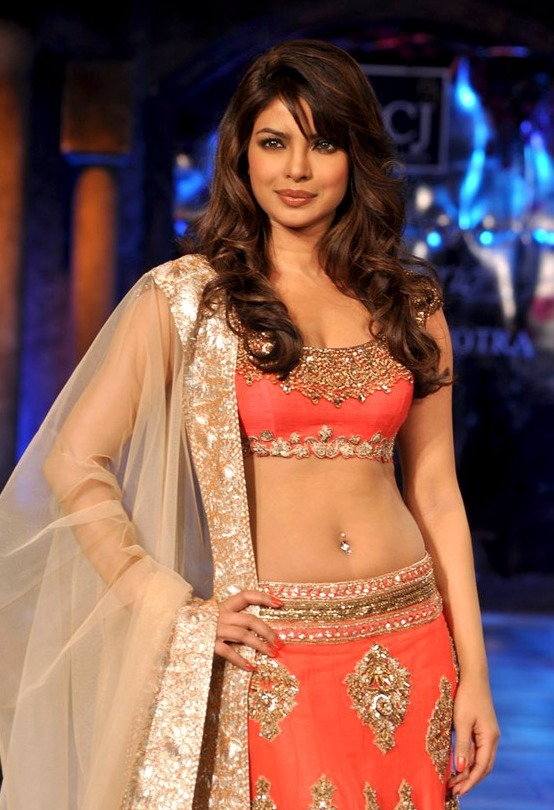
Приянка Чопра на показе мод

Женская одежда — одежда для женщин.

## Стили
Тенденции в стиле находятся под влиянием культур разных стран и предполагают сочетание различных стилей.
К этнической женской одежде относят, например, национальный костюм женщины-козачки.

## Определение размера женской одежды
Определение размеров женской одежды зависит от страны-производителя.
В России для женской одежды указывают значение роста, обхват груди, обхват бедер. На обыденном уровне размер определяют с помощью номера, например 44, что есть по факту полу-обхватом груди, выраженным в сантиметрах и определяемым как обхват груди, разделенный на два. В таком случае интервал между размерами составляет 2 см.
В Европе и США чаще используется буквенная маркировка размеров, где:
- XS (extra small) — 40 российский размер;
- S (small) — 42 российский размер;
- M (middle) — 44 российский размер;
- L (large) — 46 российский размер.